# El código y otras leyes del ciberespacio
El código y otras leyes del ciberespacio es un libro publicado por el catedrático de derecho de la Universidad de Stanford Lawrence Lessig en 1999.

## Temática
El libro trata básicamente sobre el derecho en Internet desde el punto de vista legislativa estadounidense (el texto contiene una gran cantidad de referencias a juicios realizados en los Estados Unidos y a su constitución). En concreto Lessig comenta cómo el ciberespacio es un espacio en el que no es posible dictar y aplicar las leyes tal y como lo hacemos en nuestra sociedad actual. Incide en que las leyes del ciberespacio están en el código que se ejecuta: podemos hacer lo que el software nos permite hacer, y por eso destaca la importancia del software libre, pues es el que permite a los usuario tener respaldados sus derechos. en El Navegante

## Publicación en España
En España el libro está publicado dentro de la colección Taurus Digital de la editorial Santillana, con ISBN 84-306-0428-6. A diferencia de la edición inglesa, que es libre, esta traducción de Ernesto Alberola publicada en 2001 no lo es.

## Resumen
El libro se divide en cuatro partes que contienen un total de 17 capítulos. Cada uno trata un tema claramente diferenciado:
- Prefacio.

- Primera parte: Regulabilidad. Este primera parte explica porque el ciberespacio es regulable y como hay una "mano invisible" (entendiendo como tal la unión de las acciones desarrolladas por intereses empresariales y estatales) que lo está regulando.
  - Capítulo 1: El código es la ley. Se presenta de manera general la temática del libro: describir cómo el código regula lo que puede (y no puede) hacerse en el ciberespacio y aboga por el uso de software libre para asegurar evitar su control por parte de unos pocos
  - Capítulo 2: Cuatro rompecabezas del ciberespacio. Se describen cuatro historias en las que se demuestra como las leyes actuales (para el mundo real) no son aptas para el ciberespacio, y es necesario afrontar cuestiones que los tribunales actuales no pueden resolver (pues carecen de autoridad para decidir sobre principios fundamentales de la constitución).
  - Capítulo 3: Es-ismo. En este capítulo se derrumba la falacia de que "el ciberespacio es irregulable". Para ello pone el ejemplo del acceso a Internet que proporcionan dos universidades distintas. Una permite acceso completo, libre y anónimo es "poco regulable", mientras que la otra necesita autorización previa y monitoriza el uso que se hace de la red (haciendo "muy regulable").
  - Capítulo 4: Arquitecturas de control. Presenta como una ley sin regulación alguna puede dejar el ciberespacio a merced de abusos de empresas comerciales gracias a un arma descrita por Lessig del siguiente modo: "Las tecnologías de la encristalan constituyen el avance tecnológico más importante de los últimos mil años". La afirmación se apoya en que es una espada de doble filo capaz de asegurar la confidencialidad de las comunicaciones de los individuos o, por el contrario, monitorizar su vida casi por completo. Y se dedica el resto del capítulo para explicar básicamente dichas tecnologías y su alcance.
  - Capítulo 5: Regular el código. La primera parte termina explicando como no solo las empresas, sino también el estado puede tener interés en establecer estructuras de control sobre el ciberespacio y, por lo tanto, apoyar la una estructura regulable del ciberespacio (reflejada en su código).

- Segunda parte: El código y otros reguladores. La segunda parte da una visión general de la implicación que tiene la regulación del ciberespacio en nuestras vidas y como, para poder elegir su modo y alcance que deseamos los ciudadanos, el código libre es vital.
  - Capítulo 6: Ciberespacios. Describe como distintos códigos (que implementan distintas comunidades on/line) permiten (e impiden) a los usuarios del ciberespacio distintas acciones. Y esto no solo es por efecto directo del código sino también por efecto indirecto. Por ejemplo, que un código solo permite usuario identificados con una persona (o empresa) hará que sus comentarios sean mucho más meditados que si lo pudiera hacer desde el anonimato por miedo a las consecuencias que tendría en el mundo real.
  - Capítulo 7: ¿Qué cosas regular? Analiza las restricciones que afectan a cualquier individuo: arquitectura, mercado, normas y ley. El estado puede usar esta última para presionar sobre las demás, con la indirección.
  - Capítulo 8: Los límites del código abierto. Se describe que es el movimiento del software libre y su importancia para mantener integra la libertad del usuario de Internet. Ofrece como ejemplo el caso de presión del gobierno francés sobre Netscape para que incluye una puerta trasera en el código SSL de su navegador Navigator. Termina aclarando que el hecho de que el software sea libre es condición necesaria para la transparencia en la acción del estado (permitiendo a los ciudadanos controlar sus límites), pero no suficiente (pues el estado mantiene su capacidad de regulación sobre el).

- Tercera parte: Aplicaciones. Esta parte comenta los problemas presentes en el ciberespacio en los que tenemos que decidir como regular: propiedad intelectual, privacidad, libertad de expresión y soberanía. Lessig comenta que la intención de su libro es sacar a la luz dichos problemas, no expresar su opinión sobre ellos. Sin embargo, cree que algunos lectores se pueden mostrar decepcionados si no expresa su opinión personal, por lo que la expresa brevemente al final de cada capítulo.
  - Capítulo 9: Traducción. Este capítulo presenta el concepto de traducción en el derecho constitucional. Básicamente este recurso consiste en "traducir" un texto constitucional en el momento actual. Es decir, no tomarlo como algo literal, sino como una declaración de intenciones que se regia por un entorno que entonces existía pero que actualmente ha cambiado significativamente. En concreto, se fija en el texto de la Cuarta enmienda a la constitución de los EE. UU. que reconoce "el derecho de todos a preservar sus personas, casas, papeles y efectos contra registros e incautaciones no razonables". Y aboga por entenderlo en el concepto actual no solo como "personas, casas, papeles y efectos" sino también sus comunicaciones a través de la red (concepto que, evidentemente, era impensable para los redactores de la constitución de los EE. UU.). Esta problemática se detalla en diferentes vertientes en los cuatro capítulos siguientes.
  - Capítulo 10: Propiedad intelectual. Este capítulo comenta la diferencia entre la propiedad material y la propiedad intelectual. Mientras que la primera es exclusiva (si yo me como una manzana, ya no te la puedes comer tú), la segunda no lo es (por ejemplo, si comparto una idea contigo, no por eso dejó de tenerla). A esto suma que la constitución de los EE. UU. permite los derechos privados (incluido el de propiedad) siempre que sea para el bien colectivo (por ejemplo, un ciudadano tiene derecho a poseer una tierra para poder comprar maquinaria y cultivarla creando riqueza. Pero si hay que hacer un embalse, esa tierra se confisca). Por ello aboga por mantener un sistema justo de uso de la propiedad individual respetando el interés público como manera de maximizar su aportación a la sociedad. y en cuanto al peligro de excesiva monitorización, denuncia el peligro que implican los sistemas de gestión de confianza creados implementados en código ("trusted systems created by code") para derechos tan básicos como el fair use.
  - Capítulo 11: Privacidad. En este capítulo Lessig afirma que con las tecnologías disponibles actualmente la privacidad de cada individuo es algo que está en mano de sistemas informáticos. Por eso aboga por el uso de sistemas informáticos que negocien el acceso a su privacidad que cada individuo desea compartir frente a las aceptaciones de contrato que a menudo se ven obligados a realizar a sabiendas (tanto por parte de la entidad que ofrece el servicio como por el usuario) de que no son leídos (ni mucho menos negociados).
  - Capítulo 12: Libertad de expresión. El capítulo afirma que actualmente Internet permite un grado de libertad de expresión enorme, permitiendo salvar el "coste" que puede tener su ejercicio en el mundo real (por ejemplo, es legal expresarse a favor de la legalización de las drogas, pero probablemente haya gente que te de la espalda en tu vecindario). Sin embargo, es también necesario establecer unos límites en el acceso a ese contenido resultante de dicha libertad (por ejemplo, algunos padres pueden querer limitar el acceso de sus hijos menores de edad a contenidos pornográficos o de una determinada ideología). Lessig comenta que la arquitectura actual de la red permite que dicho filtrado se haga por identificación de quien accede (como propone la "Communications Decency Act") o por filtrado (como sería el protocolo PICS del WWW). Y entre ellos aboga por el primero principalmente porque no permite el control vertical, es decir, permite al usuario saber a que información no puede acceder y porque. Mientras que en el caso de PICS, los mismos proveedores de acceso a la red podrían hacer invisible dicho contenido al usuario. Esto último atacaría a la libertad del usuario de saber que existe dicha información, y podría promover una visión parcial de lo que la web representa (por ejemplo, se podrían eliminar las noticias de las guerras que hay en el mundo para "adoctrinar" a los usuarios de Internet en que sean dóciles políticamente).
  - Capítulo 13: Interludio. Esta capítulo echa la vista atrás para resumir que realmente los tres capítulos anteriores tratan sobre un mismo problema general: el equilibrio entre control y ausencia de él. En concreto, Lessig se postula en los tres casos contrario a un gran control centralizado (excepto para el filtrado donde denuncia los peligros de un filtrado excesivamente personalizado)
  - Capítulo 14: Soberanía. Este capítulo versa sobre el derecho de los estados a regular la conducta en el ciberespacio. Lessig explica primero cómo "El poder para regular está tanto en función de la arquitectura como de la ideología (del estado); las arquitecturas posibilitan la regulación o la restringen". Para después desarrollar una serie de argumentos que demuestran que los estados pueden y deben presionar sobre la arquitectura de la red para evitar perder su soberanía (pág. 363). Esta afirmación según sus palabras "no constituye un cheque en blanco para el estado", sino que va en el sentido de proporcionar un marco adecuado que rija la "vida" de los ciudadanos en el ciberespacio de acuerdo a sus intereses comunes regulando los intereses comerciales que actualmente intentan dirigir la red.

- Cuarta parte: Respuestas. Lessig explica en esta última parte cómo los ciudadanos no se están tomando partido en las decisiones comentadas en la tercera parte y esboza razones y soluciones para ello.
  - Capítulo 15: Los problemas a los que nos enfrentamos. Explica tres razones que hacen que los ciudadanos no "estén capacitados" para tomar las decisiones comentadas en la parte anterior. Según Lessig la primera "está relacionada con los límites que se imponemos a los tribunales, la segunda con los límites que hemos descubierto en el poder legislativo y la tercera con nuestro pensamiento acerca del código".
  - Capítulo 16: Respuestas. En este capítulo Lessig proporciona tres soluciones a los problemas anteriores, según sus palabras "no son más que bocetos, pero deberían bastar para esbozar la naturaleza de los cambios que debemos llevar a cabo".
  - Capítulo 17: Lo que Declan no capta. Debate el sentido de muchas de las opiniones vertidas por Declan McCullagh en su lista de correo sobre la relación red-estado. Resume el pensamiento de este en la frase "Dejen la red en paz", expresando la frustración por el fracaso del estado al "socavar principios constituciones básicos", lo que hace posicionarse contra "la regulación procedente del estado y la regulación procedente del código". Sin embargo Lessig explica que "Necesitamos pensar colectivamente ... acerca del modo en que esta realidad emergente puede afectar a nuestras vidas.", "Hay decisiones que se deben tomar, pero fingimos que no podemos hacer nada. Tomamos la decisión de fingir"

- Apéndice. Ahonda en la relación entre ley, mercado, normas y arquitectura.

Igualmente el libro tiene una gran cantidad de referencias que ilustran y apoyan la información proporcionada en cada sección (en la versión española las referencias ocupan un total de 90 páginas)

## Actualización
El autor ha actualizado el libro a la nueva situación de Internet, y lo ha publicado bajo el título El código 2.0.

## Otros trabajos
Lessig ha escrito otros libros relacionados como El futuro de las ideas, Cultura libre o Remix.